# MacOS
macOS(한국어: 맥 오에스, 이전 명칭: OS X, 맥 OS X / Mac OS X)는 애플이 개발한 유닉스 기반 운영 체제이다. 최초의 유닉스인 AT&T 벨 연구소 유닉스의 소스코드를 이어받은 유전적 유닉스에 속하며 동시에 유닉스 상표권을 소유하며 유닉스 표준을 만든 오픈그룹으로부터 유닉스 인증을 받아 기술적으로도 법률적으로도 완벽하게 유닉스 기준을 충족한다. 때문에 애플은 공식 홈페이지에서도 macOS를 UNIX로 설명한다. macOS는 현존하는 유일한 PC용 유닉스 운영체제이며 완전한 UNIX이기에 Unix-like라고 표기되지 않는다. (Unix-like에 해당하는 리눅스는 UNIX가 아니며 별개 계통에 속한다.) 2002년 4월부터 모든 매킨토시 컴퓨터에 적용되고 있다. 이 운영 체제는 1984년 1월부터 애플 컴퓨터를 이끌어 왔던 맥 OS의 마지막 고전 버전인 맥 OS 9의 뒤를 잇는다. OS X이라는 이 운영 체제의 예전 이름에 들어있는 "X"라는 글자는 알파벳 "X"을 뜻하는 것이 아니라, 매킨토시의 10번째 운영 체제를 뜻하는 것이기 때문에, 로마 숫자 "10"을 뜻하는 것이다. 이 운영 체제는 애플이 1996년 12월에 인수한 NeXT의 기술력으로 만들어졌으며 유닉스에 기반을 하고 있다. macOS는 전통적으로 매킨토시가 많이 사용되는 전자출판, 디자인, 멀티미디어 부문 등에서 높은 시장 점유율을 차지하고 있다. 2011년 7월 20일에 OS X 라이언이 출시되었다. 기존에도 줄여서 OS X이라고 많이 표현했으나, OS X 마운틴 라이언 공개와 함께 기존 맥 OS X(Mac OS X)에서 '맥(Mac)이라는 단어가 공식적으로 제거되었다.
2016년 6월 13일에 macOS 시에라 공개와 함께 제품명이 OS X에서 macOS로 변경되었다.

## 역사
스티브 잡스가 설립한 넥스트사의 NeXTSTEP를 애플이 인수하여 다윈과 macOS를 개발하였다. 마하커널과 BSD를 기반으로 하는 macOS는 애플의 다윈 운영 체제 위에 아쿠아 그래픽 레이어와 응용 프로그램 레이어를 올렸고, 이를 위해 쿼츠, 코코아, 카본, 로제타등과 같은 기술을 활용하였다. macOS의 아쿠아 인터페이스는 화제를 모았고, 여러 컴퓨터 산업 부문에 영향을 주었다.

유닉스와 리눅스 계보

### 개발
macOS가 될 유산은 스티브 잡스가 1985년 애플을 떠난 후 설립한 NeXT에서 시작되었다. 그곳에서 유닉스 계열 NeXTSTEP 운영 체제가 개발되어 1989년에 출시되었다. NeXTSTEP의 커널은 원래 카네기 멜론 대학교에서 개발된 Mach 커널에 추가 커널 계층과 FreeBSD 및 기타 BSD 운영 체제의 일부에서 파생된 저급 사용자 공간 코드가 포함되어 있다. 그래픽 사용자 인터페이스는 Objective-C 프로그래밍 언어를 사용하는 객체 지향 GUI 툴킷 위에 구축되었다.
1990년대 내내 애플은 Taligent, Copland 및 Gershwin 프로젝트를 통해 클래식 맥 OS를 계승할 "차세대" OS를 만들려고 노력했지만 결국 모두 포기되었다. 이로 인해 애플은 1997년에 NeXT를 인수하여 나중에 오픈스텝으로 불리는 NeXTSTEP이 애플의 차세대 운영 체제의 기반이 될 수 있게 되었다. 이번 인수로 인해 스티브 잡스는 임시 CEO로 복귀한 후 영구 CEO로 복귀하여 프로그래머 친화적인 오픈스텝을 애플의 주요 시장인 가정 사용자와 창의적인 전문가가 채택할 시스템으로 전환하는 일을 주도했다. 이 프로젝트는 공식적으로 맥 OS X로 명명되기 전에 처음에는 코드명 "랩소디"(Rhapsody)로 명명되었다.

### 맥 OS X
맥 OS X 이름의 문자 "X"는 로마 숫자인 숫자 10을 의미하며, 애플에서는 이 맥락에서 "10"으로 발음해야 한다고 명시했다. 그러나 일반적으로 문자 "X"처럼 발음되기도 한다. 이후 iPhone X, iPhone XR 및 iPhone XS는 모두 이 규칙을 따랐다.
이전 매킨토시 운영 체제(클래식 맥 OS 버전)는 맥 OS 8 및 맥 OS 9와 마찬가지로 아라비아 숫자를 사용하여 이름이 지정되었다. macOS 11 빅서까지 모든 운영 체제 버전에는 10.x 형식의 버전 번호가 지정되었다. , 이는 10.0에서 10.15까지 진행된다. macOS 11 빅서부터 애플은 주요 릴리스마다 번호가 1씩 증가하는 주요 릴리스 번호 매기기로 전환했다.
맥 OS X의 첫 번째 버전인 맥 OS X 서버 1.0은 고전적인 맥 OS와 유사한 인터페이스를 특징으로 하는 과도기 제품이었지만 이전 시스템용으로 설계된 소프트웨어와 호환되지 않았다. 맥 OS X의 소비자 릴리스에는 이전 버전과의 호환성이 더 많이 포함되었다. 맥 OS 애플리케이션은 카본 API를 통해 기본적으로 실행되도록 다시 작성할 수 있다. 많은 경우 성능이 저하되면서 클래식 환경을 통해 직접 실행할 수도 있다.
맥 OS X의 소비자 버전은 2001년 맥 OS X 10.0과 함께 출시되었다. 세련되고 광택이 나는 아쿠아 인터페이스에 대한 광범위한 칭찬과 함께 리뷰가 다양했지만 성능이 느리다는 비판이 있었다. 애플의 인기가 낮아지자 프레임메이커 제조사인 어도비는 맥 OS X용 새 버전 개발을 거부했다. 최대 10.10까지 모든 주요 OS X 릴리스를 검토한 아스 테크니카 컬럼니스트 존 시라쿠사는 초기 릴리스에 대한 회고에 따르면 개처럼 느리고 기능이 좋지 않으며 아쿠아는 참을 수 없을 정도로 느리고 엄청난 자원을 잡아먹는 요소라고 말했다.
애플은 여러 가지 새로운 맥 OS X 릴리스를 신속하게 개발했다. 시라쿠사의 버전 10.3 리뷰인 팬서는 "수년간의 불확실성과 허풍의 시대에서 매년 주요 새 운영 체제 릴리스가 꾸준히 공급되는 상황이 된 것은 이상한다."라고 언급했다. 버전 10.4 타이거는 빠른 파일 검색, 향상된 그래픽 처리 등 마이크로소프트가 허용 가능한 성능으로 윈도우 비스타에 추가하기 위해 수년을 애썼던 기능을 제공하여 마이크로소프트 경영진을 놀라게 한 것으로 알려졌다.
운영 체제가 발전하면서 응용 프로그램이 추가되거나 제거되면서 기존 맥 OS에서 멀어졌다. 음악이 주요 시장이라는 점을 고려하여 애플은 아이튠즈 및 개러지밴드를 포함하여 아이팟 음악 플레이어와 맥용 음악 소프트웨어를 개발했다. 소비자 및 미디어 시장을 목표로 애플은 아이라이프 제품군, 프론트러 미디어 센터를 통한 통합 홈 엔터테인먼트 및 사파리 웹 브라우저와 같은 새로운 "디지털 라이프스타일" 애플리케이션을 강조했다. 인터넷의 인기가 높아짐에 따라 애플은 .Mac, MobileMe 및 가장 최근의 아이클라우드 제품을 포함한 추가 온라인 서비스를 제공했다. 나중에 맥 앱 스토어를 통해 타사 애플리케이션을 판매하기 시작했다.
맥 OS X의 최신 버전에는 일반 인터페이스에 대한 수정 사항도 포함되어 초기 버전의 줄무늬 광택과 투명도에서 벗어났다. 일부 응용 프로그램은 버전 10.4에서 브러시 처리된 금속 모양 또는 핀스트라이프가 아닌 제목 표시줄 모양을 사용하기 시작했다. 레퍼드에서 애플은 표준화된 회색 그라데이션 창 스타일로 인터페이스 통합을 발표했다.
2006년에는 맥 OS X 10.4 타이거의 특수 버전이 포함된 최초의 인텔 맥이 출시되었다.
시스템의 주요 개발은 2007년 이후 아이폰의 발표 및 출시였다. 애플의 이전 아이팟 미디어 플레이어가 최소한의 운영 체제를 사용한 반면, 아이폰은 나중에 "아이폰 OS"로 불리게 된 맥 OS X 기반의 운영 체제를 사용했으며 그 다음에는 iOS로 바뀌었다. 동일한 프레임워크를 기반으로 한 두 가지 운영 체제의 동시 출시는 애플에 긴장감을 주었다. 애플은 아이폰이 맥 OS X 10.5 레퍼드를 지연시킬 수밖에 없었다고 언급했다. 그러나 애플이 아이폰을 제3자 개발자에게 공개한 후 상업적인 성공을 거두면서 맥 OS X가 주목을 받게 되었고, 많은 아이폰 소프트웨어 개발자들이 맥 개발에 관심을 보였다.
2007년에 맥 OS X 10.5 레퍼드는 인텔 맥과 일부 PowerPC 맥 모두에 설치할 수 있는 범용 바이너리 구성 요소를 갖춘 유일한 릴리스였다. 또한 PowerPC 맥을 지원하는 최종 릴리스이기도 하다. 맥 OS X 10.6 스노레퍼드는 인텔 맥 전용으로 제작된 최초의 맥 OS X 버전이자 32비트 인텔 맥을 지원하는 최종 릴리스이다. 이 이름은 사용자가 직면하는 기능보다는 기술 및 성능 개선에 초점을 맞춘 레퍼드의 반복으로서의 지위를 알리기 위한 것이었다. 실제로 개발자에게는 '새로운 기능 없음' 릴리스로 명시적으로 브랜드화되었다. 출시 이후 여러 OS X 또는 macOS 릴리스(예: OS X 마운틴 라이언, OS X 엘카피텐, macOS 하이시에라 및 macOS 몬트레이)는 인텔의 '틱-톡 모델'과 유사하게 이전 버전에서 파생된 이름을 사용하여 이 패턴을 따른다.
라이언과 마운틴 라이언이라는 두 가지 후속 버전에서 애플은 일부 애플리케이션을 현대 iOS 버전에서 영감을 받은 고도로 스큐어모픽한 스타일의 디자인으로 옮겼으며, 사용하지 않을 때는 스크롤 막대와 같은 컨트롤이 페이드 아웃되도록 하여 일부 요소를 단순화했다. 이 방향은 브러시드 메탈 인터페이스처럼 일부 사용자에게 인기가 없었지만 소용돌이치는 성운에 대해 과거 파일 버전을 표시하는 타임 머신 백업 유틸리티와 같은 디자인 측면에서 이전에 볼 수 있었던 인터페이스에서 더 큰 애니메이션과 다양성의 추세를 계속했다. 레퍼드와 스노 레퍼드의 광택있는 반투명 도크. 또한 맥 OS X 10.7 라이언을 통해 애플은 맥 OS X의 별도 서버 버전 출시를 중단하고 맥 앱 스토어를 통해 서버 도구를 별도의 다운로드 가능한 응용 프로그램으로 판매했다. 한 리뷰에서는 서버 제품의 추세가 "더 저렴해지고 단순해지고... 대기업에서 소규모 기업으로 초점이 옮겨가고 있는 것"이라고 설명했다.

### OS X

2012년 OS X 10.8 마운틴 라이언이 출시되면서 시스템 이름이 공식적으로 맥 OS X에서 OS X로 단축되었다. 이전 버전에서는 1년 전 비슷한 방식으로 시스템 이름을 줄였다. 그해 애플은 OS X 개발 책임자인 Scott Forstall을 해임하고 디자인을 보다 미니멀한 방향으로 변경했다. 깊은 색상 채도, 텍스트 전용 버튼 및 최소한의 '플랫' 인터페이스를 사용하는 애플의 새로운 사용자 인터페이스 디자인은 2013년 iOS 7에서 처음 선보였다. OS X 엔지니어들이 2013년에 출시된 버전인 iOS 7에서 작업 중인 것으로 알려졌다. 10.9 매버릭스는 스큐어모픽 디자인 중 일부가 제거된 반면 매버릭스의 일반적인 인터페이스 대부분은 변경되지 않은 상태로 일종의 과도기적 릴리스였다. 다음 버전인 OS X 10.10 요세미티는 iOS 7과 유사한 디자인을 채택했지만 마우스로 제어되는 인터페이스에 적합하도록 더 복잡해졌다.
2012년부터 시스템은 10.4 타이거 이전의 iOS 및 맥 OS X 릴리스와 유사한 연간 릴리스 일정으로 전환되었다. 또한 스노 레퍼드부터는 업데이트 비용을 꾸준히 절감한 후 OS X 매버릭스에서는 업그레이드 비용을 완전히 제거했다. 일부 언론인과 타사 소프트웨어 개발자는 이러한 결정이 더 빠른 기능 출시를 허용하는 동시에 안정성에 집중할 기회가 적어지고 새로운 기능 이상의 안정성과 성능을 요구하는 사용자에게 권장되는 OS X 버전이 없다는 것을 의미한다고 제안했다. 애플의 2015년 업데이트인 OS X 10.11 엘카피텐은 특히 안정성과 성능 향상에 중점을 두고 발표되었다.

### macOS

현재 로고

2016년 macOS 10.12 시에라가 출시되면서 애플의 다른 기본 운영 체제인 iOS, watchOS 및 tvOS의 브랜드와 맞추기 위해 이름이 OS X에서 macOS로 변경되었다. macOS 시에라에는 Siri, 아이클라우드 드라이브, PIP(picture-in-picture) 지원, 밤에 디스플레이를 더 따뜻한 색상으로 전환하는 나이트 시프드 모드, 두 가지 연속성 기능(애플 장치 전체에서 사용자의 클립보드를 동기화하는 범용 클립보드 및 자동 잠금 해제)이 추가되었다. , 애플 워치로 사용자의 맥을 잠금 해제할 수 있다. macOS 시에라는 또한 애플의 이전 HFS+ 파일 시스템의 후속 제품인 APFS(애플 파일 시스템)에 대한 지원을 추가한다. 2017년에 출시된 macOS 10.13 하이시에라에는 성능 개선, 메탈 2 및 HEVC 지원이 포함되었으며 APFS를 SSD 부팅 드라이브의 기본 파일 시스템으로 만들었다.
후속작인 macOS 10.14 모하비는 2018년에 출시되었으며 다크 모드 옵션과 동적 배경 화면 설정이 추가되었다. 2019년 macOS 10.15 카탈리나에 의해 계승되었으며, 아이튠즈를 다양한 미디어 유형에 대한 별도의 앱으로 대체하고 iOS 앱 포팅을 위한 카탈리스트 시스템을 도입했다.
2020년 애플은 WWDC 2020에서 macOS 11 빅서를 선보였다. 이는 2000년 Mac OS X 공개 베타 출시 이후 macOS의 기본 버전 번호가 처음으로 증가한 것이다. macOS 11 업데이트에는 애플의 다른 운영 체제에서 사용하는 버전 번호 체계와 일치하는 11.x 번호가 부여되었다. 빅서는 UI에 큰 변화를 가져왔고 Arm 명령어 세트에서 실행되는 최초의 버전이었다. 새로운 넘버링 체계는 2021년 macOS 12 몬터레이, 2022년 macOS 13 벤투라, 2023년 macOS 14 소노마, 2024년 macOS 15 세쿼이아에서 계속되었다.

### 출시 타임라인
| 버전                                                            | 출시명                         | 다윈 버전  | 프로세서 지원               | 애플리케이션 지원                            | 커널      | 발표일           | 출시일           | 최근 버전                             |
| --------------------------------------------------------------- | ------------------------------ | ---------- | --------------------------- | -------------------------------------------- | --------- | ---------------- | ---------------- | ------------------------------------- |
| 랩소디 개발자 릴리스                                            | Grail1Z4/Titan1U (내부 코드명) | 알 수 없음 | 32-bit 파워PC 및 인텔       | 32-bit PowerPC 및 Intel                      | 32-bit    | 1997년 1월 7일   | 1997년 8월 31일  | DR2 (1998년 5월 14일)                 |
| 맥 OS X 서버 1.0                                                | Hera (내부 코드명)             | 알 수 없음 | 32-bit PowerPC              | 32-bit PowerPC                               | 32-bit    | 1999년 1월 5일   | 1999년 3월 16일  | 1.2v3 (2000년 10월 27일)              |
| Mac OS X 개발자 프리뷰                                          | 알 수 없음                     | 알 수 없음 | 32-bit PowerPC              | 32-bit PowerPC                               | 32-bit    | 1998년 5월 11일  | 1999년 3월 16일  | DP4 (2000년 4월 5일)                  |
| 맥 OS X 공개 베타                                               | Kodiak (내부 코드명)           | 알 수 없음 | 32-bit PowerPC              | 32-bit PowerPC                               | 32-bit    | 2000년 5월 15일  | 2000년 9월 13일  | 빈칸                                  |
| 맥 OS X 10.0                                                    | Cheetah (내부 코드명)          | 1.3.1      | 32-bit PowerPC              | 32-bit PowerPC                               | 32-bit    | 2001년 1월 9일   | 2001년 3월 24일  | 10.0.4 (4Q12) (2001년 6월 22일)       |
| 맥 OS X 10.1                                                    | Puma (내부 코드명)             | 1.4.1/5    | 32-bit PowerPC              | 32-bit PowerPC                               | 32-bit    | 2001년 7월 18일  | 2001년 9월 25일  | 10.1.5 (5S60) (2002년 6월 6일)        |
| Mac OS X 10.2                                                   | Jaguar                         | 6          | 32/64-bit PowerPC[Note 1]   | 32-bit PowerPC                               | 32-bit    | 2002년 5월 6일   | 2002년 8월 24일  | 10.2.8 (2003년 10월 3일)              |
| Mac OS X 10.3                                                   | Panther                        | 7          | 32/64-bit PowerPC[Note 1]   | 32-bit PowerPC                               | 32-bit    | 2003년 6월 23일  | 2003년 10월 24일 | 10.3.9 (7W98) (2005년 4월 15일)       |
| Mac OS X 10.4                                                   | Tiger                          | 8          | 32/64-bit PowerPC 및 Intel  | 32/64-bit PowerPC 및 Intel [Note 2] [Note 3] | 32-bit    | 2004년 5월 4일   | 2005년 4월 29일  | 10.4.11 (2007년 11월 14일)            |
| Mac OS X 10.5                                                   | Leopard                        | 9          | 32/64-bit PowerPC 및 Intel  | 32/64-bit PowerPC 및 Intel [Note 2] [Note 3] | 32-bit    | 2006년 6월 26일  | 2007년 10월 26일 | 10.5.8 (9L31a) (2009년 8월 13일)      |
| Mac OS X 10.6                                                   | Snow Leopard                   | 10         | 32/64-bit Intel             | 32/64-bit Intel 32-bit PowerPC[Note 3]       | 32/64-bit | 2008년 6월 9일   | 2009년 8월 28일  | 10.6.8 (10K549) (2011년 7월 25일)     |
| Mac OS X 10.7                                                   | 사자                           | 11         | 64-bit Intel                | 32/64-bit Intel                              | 32/64-bit | 2010년 10월 20일 | 2011년 7월 20일  | 10.7.5 (11G63) (2012년 10월 4일)      |
| OS X 10.8                                                       | Mountain Lion                  | 12         | 64-bit Intel                | 32/64-bit Intel                              | 64-bit    | 2012년 2월 16일  | 2012년 7월 25일  | 10.8.5 (12F2560) (2015년 8월 13일)    |
| OS X 10.9                                                       | Mavericks                      | 13         | 64-bit Intel                | 32/64-bit Intel                              | 64-bit    | 2013년 6월 10일  | 2013년 10월 22일 | 10.9.5 (13F1911) (2016년 7월 18일)    |
| OS X 10.10                                                      | Yosemite                       | 14         | 64-bit Intel                | 32/64-bit Intel                              | 64-bit    | 2014년 6월 2일   | 2014년 10월 16일 | 10.10.5 (14F2511) (2017년 7월 19일)   |
| OS X 10.11                                                      | El Capitan                     | 15         | 64-bit Intel                | 32/64-bit Intel                              | 64-bit    | 2015년 6월 8일   | 2015년 9월 30일  | 10.11.6 (15G22010) (2018년 7월 9일)   |
| macOS 10.12                                                     | Sierra                         | 16         | 64-bit Intel                | 32/64-bit Intel                              | 64-bit    | 2016년 6월 13일  | 2016년 9월 20일  | 10.12.6 (16G2136) (2019년 9월 26일)   |
| macOS 10.13                                                     | High Sierra                    | 17         | 64-bit Intel                | 32/64-bit Intel                              | 64-bit    | 2017년 6월 5일   | 2017년 9월 25일  | 10.13.6 (17G14042) (2020년 11월 12일) |
| macOS 10.14                                                     | Mojave                         | 18         | 64-bit Intel                | 32/64-bit Intel                              | 64-bit    | 2018년 6월 4일   | 2018년 9월 24일  | 10.14.6 (18G9323) (2021년 7월 21일)   |
| macOS 10.15                                                     | Catalina                       | 19         | 64-bit Intel                | 64-bit Intel                                 | 64-bit    | 2019년 6월 3일   | 2019년 10월 7일  | 10.15.7 (19H2026) (2022년 7월 20일)   |
| macOS 11                                                        | Big Sur                        | 20         | 64-bit Intel 및 ARM[Note 4] | 64-bit Intel 및 ARM[Note 4]                  | 64-bit    | 2020년 6월 22일  | 2020년 11월 12일 | 11.7.10 (20G1427) (2023년 9월 11일)   |
| macOS 12                                                        | Monterey                       | 21         | 64-bit Intel 및 ARM[Note 4] | 64-bit Intel 및 ARM[Note 4]                  | 64-bit    | 2021년 6월 7일   | 2021년 10월 25일 | 12.7.6 (21H1222) (2024년 7월 29일)    |
| macOS 13                                                        | Ventura                        | 22         | 64-bit Intel 및 ARM[Note 4] | 64-bit Intel 및 ARM[Note 4]                  | 64-bit    | 2022년 6월 6일   | 2022년 10월 24일 | 13.6.8 (22G720) (2024년 7월 29일)     |
| macOS 14                                                        | Sonoma                         | 23         | 64-bit Intel 및 ARM[Note 4] | 64-bit Intel 및 ARM[Note 4]                  | 64-bit    | 2023년 6월 5일   | 2023년 9월 26일  | 14.6 (23F80) (2024년 7월 29일)        |
| macOS 15                                                        | Sequoia                        | 24         | 64-bit Intel 및 ARM[Note 4] | 64-bit Intel 및 ARM[Note 4]                  | 64-bit    | 2024년 6월 10일  | 발표 예정        |                                       |
| 범례:오래된 버전오래된 버전, 지원 중최신 버전최신 미리보기 버전 |                                |            |                             |                                              |           |                  |                  |                                       |

1.↑ The Power Mac G5 had special Jaguar builds.
2.↑ Tiger did not support 64-bit GUI applications, only 64-bit CLI applications.
3.1 2 32-bit (but not 64-bit) PowerPC applications were supported on Intel processors with Rosetta.
4.↑ 64-bit Intel applications are supported on Apple Silicon Macs with Rosetta 2. However, Intel-based Macs are unable to run ARM-based applications, such as iOS and IPadOS apps.

## 출시 역사
맥 OS X 버전은 맥 OS X 서버 1.0과 원래 공개 베타를 제외하고 맥 OS X 10.0부터 애플이 캘리포니아 지역 사용으로 전환한 OS X 10.9 Mavericks까지 큰 고양이의 이름을 따서 명명되었다. 출시 이전 버전 10.0은 애플 내부적으로 "Cheetah"라는 코드명이었고, 맥 OS X 10.1은 내부적으로 "Puma"라는 코드명이었다. 맥 OS X 10.2(코드명 "Jaguar")를 둘러싼 엄청난 화제 이후 애플의 제품 마케팅은 운영 체제를 홍보하기 위해 코드명을 공개적으로 사용하기 시작했다. 맥 OS X 10.3은 "Panther", 맥 OS X 10.4는 "Tiger", 맥 OS X 10.5는 "Leopard", 맥 OS X 10.6은 "Snow Leopard", 맥 OS X 10.7은 "Lion", OS X 10.8은 "Mountain Lion"으로, OS X 10.9는 "Mavericks"로 사용된다.
"Panther", "Tiger" 및 "Leopard"는 애플의 상표로 등록되어 있지만 "Cheetah", "Puma" 및 "Jaguar"는 등록된 적이 없다. 애플은 또한 "Lynx" 및 "Cougar"를 상표로 등록했지만 이러한 기능은 소멸되었다. 컴퓨터 소매업체인 타이거 다이렉트는 "Tiger"라는 이름을 사용한 것에 대해 애플을 고소했다. 2005년 5월 16일, 플로리다 남부 지역의 미국 연방 법원은 애플의 사용이 타이거 다이렉트의 상표를 침해하지 않는다고 판결했다.

### 공개 베타
2000년 9월 13일, 애플은 사용자로부터 피드백을 얻기 위해 내부 코드명 Kodiak인 맥 OS X의 미화 29.95달러 "미리보기" 버전을 출시했다.
알려진 대로 "PB"는 아쿠아 인터페이스의 처음 도입됐으며 애플은 고객 피드백을 기반으로 UI에 많은 변경을 적용했다. 맥 OS X 공개 베타는 2001년 봄에 만료되어 작동이 중단되었다.

### 맥 OS X 10.0 치타
2001년 3월 24일 나온 맥 OS X 10.0 치타(Cheetah)는 최초로 나온 맥 OS X이다. 상용 프로그램이 거의 존재하지 않았고 전체적인 실행 속도가 매우 느렸다. 베타 버전에 가까운 매우 불안정한 운영 체제로 10.1(Puma)가 나오자 사용자들의 대부분이 업그레이드를 하였다.

### 맥 OS X 10.1 퓨마
2001년 11월 25일 나온 맥 OS X 10.1 퓨마(Puma)는 치타의 무상 업그레이드 판이다. 퓨마는 인터넷으로 다운로드하거나 애플 스토어에서 무상으로 구입할 수 있었고 유상으로 주문할 수 있었다. 퓨마는 치타보다 응용 프로그램이 많이 포함되었으며, 3D 그래픽 성능이 향상되었고, DVD 재생 프로그램이 새로 추가되었으며, 프린터, 카메라, 저장장치 등의 장치 드라이버 지원이 확대되었고, 애플 스크립트가 강화되었다.

### 맥 OS X 10.2 재규어
2002년 7월 24일 나온 맥 OS X 10.2 재규어(Jaguar)는 쿼츠 익스트림 기술과, 랑데뷰 네트워킹 기술(2005년 봉쥬르로 이름이 바뀜)을 지원했으며, iChat 인터넷 메신저와, 스팸메일 필터가 추가되었다. 또 코드네임을 마케팅과 광고에도 사용하였다.

### 맥 OS X 10.3팬서
2003년 10월 24일 나온 맥 OS X 10.3 팬더(Panther)는 기존의 아쿠아 인터페이스와 함께 메탈룩 인터페이스를 채용했다. 팬더에서는 파인더가 개선되어 전반적인 실행 속도가 재규어에 비해 매우 빨라졌다. 재규어에서 사라졌던 꼬리표가 다시 부활했으며, 새로 추가된 엑스포제 기능은 응용 프로그램과 창의 전환을 빠르고 직관적으로 할 수 있게 하였다. 그 밖에도 사용자 계정을 빠르게 전환할 수 있는 기능과 사파리 웹 브라우저, 개발 도구인 Xcode가 추가되었고, 재규어부터 지원된 쿼츠 익스트림 기술은 팬서의 비주얼적인 면을 보다 향상시켰다. 최종 업그레이드 버전은 10.3.9이다.

### 맥 OS X 10.4 타이거
2004년 6월 28일에는 WWDC 2004를 통해 맥 OS X 10.4 타이거(Tiger)가 처음 모습을 공개하였다. 타이거에는 문서 파일의 내용과 메타데이터를 검색하는 스팟라이트, 주가 검색 등 간단한 작업을 백그라운드로 실행하는 대시보드, 일련의 작업 흐름을 간단하게 작성할 수 있는 오토메이터 등의 기능이 추가되었다. 또한 코어 이미지(Core Image), 코어 비디오(Core Video), 코어 오디오(Core Audio) 기능이 추가되었고 64비트 지원이 강화되었다. 그 외에 iChat AV 3.0으로 4자간 화상 대화를 할 수 있게 되었고, 사파리 2.0에 RSS 리더 기능이 추가되었으며, 퀵타임이 업그레이드되어 H.264 코덱을 지원하게 되었다.
한편 2005년 WWDC에서 인텔 프로세서로의 이전 계획과 인텔 프로세서용 맥 OS X이 발표되었다. 이후 2006년 맥월드 엑스포에서 파워피씨 맥과 인텔 맥을 모두 지원하는 맥 OS X 10.4.4가 발표되었다. 10.4.4에서는 사파리나 메일 등 기본 포함된 프로그램들이 파워피씨 맥과 인텔 맥에서 모두 실행할 수 있는 유니버설 바이너리로 작성되었고, 파워피씨용으로 작성된 응용 프로그램을 인텔 맥에서 실행시켜주는 로제타가 추가되었다. 최종 업그레이드 버전은 10.4.11이다.

### 맥 OS X 10.5 레퍼드
2006년 8월 7일 WWDC 06에서 공개되었고, 2007년 10월 26일부터 판매를 시작한 맥 오에스 텐의 버전이다. 레퍼드(Leopard)에서는 채팅 프로그램인 iChat의 업그레이드 버전과, 자동 백업 프로그램인 타임 머신, 가상 데스크톱인 스페이스, 오픈GL기반의 새로운 그래픽 기술인 코어 애니메이션의 탑재, 인텔 맥에서 윈도우를 돌릴 수 있게 해주는 부트 캠프의 정식 버전인 부트 캠프 2.0이 포함되었고, 파워피씨/인텔 프로세서, 32/64비트를 모두 지원한다.(완전한 유니버설 바이너리의 이주가 목적이었다.) 2007년 6월 11일 개최된 WWDC 07에서 새로워진 데스크톱, 개선된 파인더, 파일을 열지 않고도 내용을 보여주는 퀵룩 등 레퍼드의 주요 신기술이 발표되었다. 최종 버전은 10.5.8이며 OS X10.5는 단일 유닉스 규격(Single UNIX Specification)에 인증되었다.

### 맥 OS X 10.6 스노 레퍼드
2008년 6월 9일 WWDC 08에서 맥 OS X의 차기 버전인 맥 OS X 10.6 스노 레퍼드(Snow Leopard)가 처음으로 공개되었다. 이전 까지의 맥 OS X의 판올림에서는 새로운 기능에 주로 초점을 맞추어 진 것에 반해 이번 버전에는 성능 향상과 안정성에 초점이 맞추어져있다.(빠르고 안정적인 64bit 환경으로의 이주가 주 목적이다.) 참석한 개발자들에게 개발자 미리보기 버전을 나누어 주었으며 마지막 DVD OS X다, 인텔 프로세서가 장착된 맥에 설치가 가능하다. GPGPU 기술을 활용할 수 있는 라이브러리인 OpenCL, 다중 프로세서에서 병렬 프로그래밍을 위한 '그랜드 센트럴', 퀵타임 X, 16 TiB의 램 지원, 마이크로소프트 익스체인지 서버 2007 완벽 지원과 같은 기능 및 OS X의 거의 모든 응용 프로그램, 커널, 서브 시스템 및 드라이버(kext) 환경이 64비트로 전환되었다.

### 맥 OS X 10.7 라이언
2010년 10월 20일 'Back to the Mac' 이벤트에서 맥 OS X 라이언의 프리뷰가 처음으로 공개되었다. 이 판올림에서는 아이패드에 사용된 iOS의 여러 장점을 흡수하였다. 맥 앱 스토어가 지원되어 애플이 직접 응용 프로그램 유통을 맡게 되었다. '런치패드'와 풀 스크린 애플리케이션, '미션 컨트롤' 등의 향상된 인터페이스가 지원된다. 페이스타임을 지원하여, 페이스타임을 지원하는 디바이스와 영상통화가 가능하게 된다. 또한 OS X 10.7 버전부터 별도의 서버판 OS X은 없어지며 소비자용 리테일버전에 서버기능이 통합된다. 2011년 7월 20일에 발매되었다.

### OS X 10.8 마운틴 라이언
2012년 2월 16일 발표된 OS X 마운틴 라이언은 iOS 5의 일부 기능을 통합하였다. 아이클라우드를 바탕으로 한 공유 기능 확산, 메시지, 미리알림(reminder), 노트, 알림센터, 게임센터, 에어플레이 미러링, 게이트키퍼가 도입되었다. 2012년 7월 16일에 발매되었다.

### OS X 10.9 매버릭스
애플은 2013년 6월 10일 WWDC 2013에서 OS X 10.9 매버릭스(Mavericks)를 공개했다. 새 지도 앱, 개선된 알림센터, 새 아이북스 앱을 포함한다. 또한 Finder의 Tag기능과 Multiple Display 기능을 지원하며, 2013년 10월 23일에 정식 버전이 출시되었다.
같은 날에 공개된 것은 맥 프로, iOS 7, 맥북 에어 등이다.

### OS X 10.10 요세미티
애플은 2014년 6월 2일 WWDC 2014에서 OS X 10.10 요세미티(Yosemite)를 공개했다.
기존의 OS X의 유저 인터페이스였던 아쿠아를 제거하고 iOS 7에서 선보인 플랫한 디자인의 아이콘과 그 외의 구성요소를 포함한 인터페이스를 선보였다. 그 외에도 인터페이스 하단부의 독(Dock)이 맥 OS X Panther의 독처럼 입체적인 모양을 버리고 평면적인 사각형이되었다. 또한 메뉴 막대와 독의 색을 어둡게 하고 글자를 하얗게 한 반전 색상을 가진 다크 모드(Dark Mode)를 설정할 수 있게 하였다. 2014년 10월 16일에 정식 버전이 출시되었다.

### OS X 10.11 엘카피탠
2015년 6월 9일 WWDC 2015 기조 강연에서 발표, 같은 해 9월 30일에 발매되었다. Mac의 성능 향상, 보안 스택 강화, 풀 스크린에서 앱을 동시에 두 개 표시 할 수 있는 스크린 스플릿 기능, 시스템 폰트 추가 등이 포함되었다. Spotlight가 보다 구어체 검색에 대해서도 결과를 낼 수 있게 되었다.

### macOS 시에라
macOS 시에라(버젼 10.12)는 2016년 6월 30일 WWDC 2016 기조 강연에서 발표, 같은 해 9월 20일에 발매되었다. 이 버전부터 iOS와 watchOS, tvOS 등 애플의 다른 OS들과 같은 형식의 이름인 macOS로 명칭이 변경되었다. 버젼명인 10.12는 공식 명칭에서 빠지기 시작했다. HFS 포맷 대신 APFS가 실험적으로 도입되었으며, Siri가 처음으로 macOS에 도입되었으며 iOS, watchOS와의 보다 많은 연계 기능이 탑재되었다.
Mac mini를 제외한 Late 2009 모델 이전의 Mac에서의 직접 인스톨이 불가능하게 되었다.

### macOS 하이 시에라
macOS 하이 시에라(버젼 10.13)는 2017년 6월 5일 WWDC 2017 기조 강연에서 발표되었다. HFS+ 대신 APFS를 쓰도록 되었으며, 메탈 2와 더불어 HEVC 코덱을 OS단에서 지원한다.
iMac (Late 2009, 27 or 21.5-inch) 모델까지는 'macOS 하이 시에라'로 업그레이드가 지원되나, 그 이전 모델 iMac(Early 2009, 24 or 21.5-inch)은 업그레이드를 지원하지 않는다.

### macOS 모하비
macOS 모하비(버젼 10.14)는 2018년 6월 4일 WWDC 2018 기조 강연에서 발표되었으며 2018년 9월 24일(현지시각) 정식 배포를 시작했다. 보안성 향상 및 FaceTime 최대 100명 영상통화 등 성능을 대폭 향상시킨 버전이다.
iMac 2012년 이전모델은 'macOS 모하비'로의 업그레이드가 지원되지 않는다.

### macOS 카탈리나
macOS 카탈리나(버젼 10.15)는 2019년 6월 4일 WWDC 2019에서 공개되었다. Sidecar 기능이 추가되었으며, iPad를 Mac의 보조 디스플레이로 활용해서 작업 공간을 확장할 수 있도록 해준다. 해당 기능은 동일한 행사에서 새롭게 공개된 iPadOS 13 이상에서 지원한다. 또한 스크린 타임 기능이 추가되었다. 사용 시간을 모니터링하고, 다운타임 일정을 잡고, 앱과 웹사이트 사용 시간 제한을 모든 기기에 걸쳐 설정할 수 있는 기능이다.

### macOS 빅서
macOS 빅서(버젼 11.0)는 2020년 6월 22일 WWDC 2020에서 공개되었다. 맥 OS X 10.0 치타가 나온지 19년만에 메이저 버전이 11.0으로 업데이트되었다. UI가 전반적으로 리프레시되었고, 인텔 프로세서에서 Apple Silicon으로의 전환을 발표하며 ARM 아키텍처를 지원하는 최초의 맥 운영체제가 되었다. 전환에 따른 하위호환성을 지원하기 위해 로제타 2와 유니버설 2 등의 기술이 함께 발표되었다.

### macOS 몬터레이
macOS 몬터레이(버전 12.0)는 2021년 6월 7일 WWDC 2021에서 공개되었다. 메이저 버전은 12.0이다. 2021년 10월 25일에 출시되었으며 범용 제어(입력 장치를 여러 장치에서 동시에 사용 가능), 초점 모드(알림 및 경고를 선택적으로 제한 가능), 숏컷(오토메이터를 대체할 것으로 예상되는 iOS 및 iPadOS에서만 사용할 수 있었던 작업 자동화 프레임워크), 새롭게 디자인된 사파리 웹 브라우저, 페이스타임 업데이트 및 개선 사항을 도입했다.

### macOS 벤투라
macOS 벤투라(버전 13.0)는 2022년 6월 6일 WWDC 2022에서 발표되었다. 메이저 버전은 13.0이며 2022년 10월 24일에 출시되었다. iOS와 더욱 유사한 디자인으로 재설계된 시스템 환경설정(시스템 설정)과 새로운 자유형, 날씨 및 시계가 맥에서 기본적으로 실행되는 앱으로 함께 제공된다. 사용자는 연속성 카메라를 통해 아이폰을 화상 회의용 웹캠으로 사용할 수 있다. Siri의 외관은 iOS 14 및 iPadOS 14 버전과 더 비슷하게 변경되었다. 메일 앱에는 이메일 보내기 예약 및 보내기 취소 기능이 도입되었으며, 메시지에는 메시지 보내기 취소 및 편집 기능도 추가되었다. 지도에는 다중 정류장 경로 기능이 추가되었고, 공간적 및 시간적 이미지 업스케일링을 지원하는 메탈 3가 추가되었으며, 사이버 공격 위험을 줄이기 위해 잠금 모드가 추가되었으며, 주변 배경 소리를 재생하는 기능이 환경 설정의 접근성 기능으로 추가되었다.

### macOS 소노마
macOS 소노마는 2023년 6월 5일 WWDC 기조 연설에서 발표되었으며 2023년 9월 26일에 출시되었다. macOS 소노마는 위젯을 개선하여 이제 데스크톱 어디에나 배치할 수 있다. 게임 모드는 게임 작업의 우선 순위를 지정하고 게임에 더 많은 GPU 및 CPU 용량을 할당하여 게임 성능을 최적화하며, 이를 통해 게임 플레이에 보다 부드러운 프레임 속도를 제공할 수 있다. 스포트라이트 검색 표시줄과 모든 앱 아이콘이 더욱 둥글게 만들어졌고, 알림과 잠금 화면에 더 부드러운 애니메이션이 구현되었으며, 전 세계 다양한 위치의 새로운 슬로우 모션 화면 보호기가 추가되었다. 로그인하면 점차 속도가 느려지면서 데스크톱 배경화면이 표시된다.

### macOS 세쿼이아
macOS 세쿼이아는 2024년 6월 10일 WWDC 기조 연설에서 발표되었다. 여기에는 애플 인텔리전스 기능(예: 재설계된 Siri, 쓰기 도구, 이미지 플레이그라운드, Genmoji 및 GPT-4o와의 시스템 전체 통합)에 대한 지원도 추가된다. 더 빠른 자동 채우기와 더 체계적인 비밀번호를 위한 새로운 전용 비밀번호 앱인 아이폰 미러링과 마이크로소프트 윈도우의 창 스냅 기능과 유사한 기능인 창 타일링을 추가했다.

### macOS 타호
macOS 타호는 2025년 6월 9일 WWDC 2025 기조연설에서 발표되었다. 새로운 리퀴드 글래스 디자인을 적용한 최초의 macOS이다. 또한 애플의 새로운 릴리스 번호 규칙을 적용한 최초의 macOS로, 모든 애플 운영 체제에 동일한 버전 번호를 부여한다.

## 아키텍처
macOS의 코어에는 명령줄 인터페이스에서 사용할 수 있는 표준 유닉스 기능을 위한 FreeBSD 사용자 영역과 XNU 커널(FreeBSD 커널의 상당 부분이 통합됨) 위에 구축된 POSIX 호환 운영 체제가 있다. 애플은 이 소프트웨어 제품군을 다윈이라는 자유-오픈 소스 운영 체제로 출시했다. 애플은 다윈 위에 아쿠아 인터페이스, 파인더 등 여러 구성 요소를 계층화하여 macOS라는 GUI 기반 운영 체제를 완성했다.
맥 OS X로 처음 출시된 이 시스템은 이전 버전인 클래식 맥 OS보다 더 안정적이고 신뢰할 수 있는 플랫폼을 제공하기 위해 여러 가지 새로운 기능을 도입했다. 예를 들어, 선제적 멀티태스킹과 메모리 보호는 서로를 방해하거나 손상시키지 않고 여러 애플리케이션을 동시에 실행할 수 있는 시스템 능력을 향상시켰다. macOS 아키텍처의 많은 측면은 한 플랫폼에서 다른 플랫폼으로 쉽게 전환할 수 있도록 이식 가능하도록 설계된 오픈스텝에서 파생되었다. 예를 들어, NeXTSTEP은 애플이 NeXT를 인수하기 전에 원래 68k 기반 NeXT 워크스테이션에서 x86 및 기타 아키텍처로 포팅되었으며, OPENSTEP은 나중에 랩소디 프로젝트의 일부로 파워PC 아키텍처로 포팅되었다.
macOS 하이시에라 이전 및 SSD(솔리드 스테이트 드라이브) 이외의 드라이브에서 기본 파일 시스템은 클래식 맥 OS에서 상속된 HFS+이다. 운영 체제 설계자 리누스 토르발스는 HFS+가 "아마도 사용자 데이터를 적극적으로 손상시키는" 설계를 지닌 최악의 파일 시스템일 것이라고 비판했다. 그는 파일 이름의 대소문자를 구분하지 않는다는 점을 비판했는데, 이는 애플이 유니코드를 지원하도록 파일 시스템을 확장했을 때 디자인이 더욱 악화되었다.
macOS의 다윈 하위 시스템은 유닉스 권한 계층을 포함하는 파일 시스템을 관리한다. 2003년과 2005년에 두 명의 맥월드 편집자가 허가 체계에 대해 비판을 표명했다. 테드 랜도는 macOS에서 잘못 구성된 권한을 "가장 일반적인 불만 사항"이라고 불렀고, 롭 그리피스는 일부 사용자는 매일 권한을 재설정해야 할 수도 있으며 이 프로세스는 최대 15분까지 걸릴 수 있다고 제안했다. 최근에 또 다른 맥월드 편집자인 댄 프레이크스는 권한 복구 절차가 지나치게 과도하게 사용되었다고 말했다. 그는 macOS는 일반적으로 사용자 간섭 없이 권한을 적절하게 처리하며 문제가 발생할 때만 권한 재설정을 시도해야 한다고 주장한다.
macOS의 아키텍처는 계층화된 디자인을 통합한다. 계층화된 프레임워크는 일반적인 작업에 대한 기존 코드를 제공하여 애플리케이션의 신속한 개발을 지원한다. 애플은 자체 소프트웨어 개발 도구, 특히 Xcode라는 통합 개발 환경을 제공한다. Xcode는 C, C++, Objective-C 및 스위프트를 포함한 여러 프로그래밍 언어를 지원하는 컴파일러에 대한 인터페이스를 제공한다. 맥에서 인텔 프로세서로 전환하는 경우 개발자가 인텔 기반 및 PowerPC 기반 매킨토시 제품군 모두와의 호환성을 제공하는 범용 바이너리로 애플리케이션을 구축할 수 있도록 수정되었다. 자사 및 타사 응용 프로그램은 애플스크립트 프레임워크를 사용하여 프로그래밍 방식으로 제어하거나 클래식 맥 OS에서 유지하거나 프로그래밍 지식이 필요하지 않은 사전 작성된 작업을 제공하는 최신 오토메이터 응용 프로그램을 사용하여 제어할 수 있다.

### 소프트웨어 호환성
| 운영체제             | 사파리 | 메일       | 퀵타임 | 아이튠즈 | 메시지/아이챗 | 아이워크        |
| -------------------- | ------ | ---------- | ------ | -------- | ------------- | --------------- |
| 10.0                 | 빈칸   | 1.x        | 5.0    | 2.0.4    | 빈칸          | 빈칸            |
| 10.1                 | 빈칸   | 1.x        | 6.3.1  | 4.7.1    | 빈칸          | 빈칸            |
| 10.2 "Jaguar"        | 1.0.3  | 1.x        | 6.5.3  | 6.0.5    | 2.0           | 키노트          |
| 10.3 "Panther"       | 1.3.2  | 1.x        | 7.5    | 7.7.1    | 2.1           | '05             |
| 10.4 "Tiger"         | 4.1.3  | 2.1.3      | 7.6.4  | 9.2.1    | 3.0           | '09             |
| 10.5 "Leopard"       | 5.0.6  | 3.6        | 7.7    | 10.6.3   | 4.0           | '09             |
| 10.6 "Snow Leopard"  | 5.1.10 | 4.5        | 10.1   | 11.4     | 5.0           | '09             |
| 10.7 "Lion"          | 6.1.6  | 알 수 없음 | 10.1   | 12.2.2   | 8.0b or 6.0.1 | '09             |
| 10.8 "Mountain Lion" | 6.2.8  | 알 수 없음 | 10.2   | 12.4.3   | 8.0           | '09             |
| 10.9 "Mavericks"     | 9.1.3  | 7.3        | 10.3   | 12.6.2   | 8.0           | 2013            |
| 10.10 "Yosemite"     | 10.1.2 | 9.3        | 10.4   | 12.8.2   | 8.0           | 2014            |
| 10.11 "El Capitan"   | 11.1.2 | 9.3        | 10.4   | 12.8.2   | 9.3           | 2014            |
| 10.12 "Sierra"       | 12.1.2 | 11.0       | 10.4   | 12.8.2   | 10.0          | 2018            |
| 10.13 "High Sierra"  | 13.1.2 | 11.0       | 10.4   | 12.8.2   | 11.0          | 2019            |
| 10.14 "Mojave"       | 14.1.2 | 12.0       | 10.5   | 12.9.5   | 12.0          | 2020            |
| 10.15 "Catalina"     | 15.4   | 13.0       | 10.5   | 빈칸     | 13.0          | 2021 부분, 2020 |
| 11 "Big Sur"         | 16.0   | 14.0       | 10.5   | 빈칸     | 14.0          | 2022 (12.0)     |
| 12 "Monterey"        | 16.0   | 14.0       | 10.5   | 빈칸     | 14.0          | 2022 (12.0)     |
| 13 "Ventura"         | 16.0   | 14.0       | 10.5   | 빈칸     | 14.0          | 2022 (12.0)     |
| 14 "Sonoma"          | 17.0   | 16.0       | 10.5   | 빈칸     | 14.0          | 14.0            |
| 15 "Sequoia"         | 18.0   | 16.0       | 10.5   | 빈칸     | 14.0          | 14.1            |

1. ↑  Only with Classic installed will iTunes 2.0.4 operate. If not, iTunes 1.1.1 can only be used natively by Mac OS X 10.0.
2. ↑  The only iLife application that works with Mac OS X 10.2 "Jaguar" is Keynote 1.0 . This version is compatible with two minor updates, 1.1.1 and 1.1.
3. ↑  A beta version of Messages 8.0, known as Messages 8.0b, was available exclusively from February 16 until December 12, 2012.After then, customers had two options to keep using Messages: either go back to using iChat on OS X 10.7 or update to a newer version of OS X (10.8 "Mountain Lion" for US$19.99, or 10.9 "Mavericks" or newer for free).
.

### 하드웨어 호환성
| 운영체제      | 출시 연도   | 지원 시스템 | RAM 요구사항 |
| ------------- | ----------- | --- | ------------ |
| 10.0 – 10.2   | 2001 – 2002 | G3, G4, G5 iBook, PowerBook, Power Mac, iMac (PowerBook G3 "Kanga" 제외) | 128 MB       |
| 10.3          | 2003        | 뉴 월드 롬이 탑재된 맥 | 128 MB       |
| 10.4          | 2004        | 파이어와이어 및 뉴 월드 ROM/인텔 프로세서를 탑재한 맥 | 256 MB       |
| 10.5          | 2006        | 선별된 G4, G5, 인텔 맥 (32-bit 또는 64-bit) @ 867 MHz 이상 클래식은 10.5 이상부터 지원 중단. | 512 MB       |
| 10.6          | 2008        | 인텔 맥 (32-bit 또는 64-bit) | 1 GB         |
| 10.7          | 2010        | 인텔 맥 (64-bit) 로제타 지원은 10.7부터 지원 중단. | 2 GB         |
| 10.8 – 10.11  | 2012 – 2015 | - 노트북: MacBook (Aluminum, 2008년 후반 이상), MacBook Air (2008년 후반 이상), MacBook Pro (2007년 중반 이상) - 데스크톱: Mac Mini (2009년 초 이상), iMac (2007년 중반 이상), Mac Pro (2008년 초 이상) - 서버: Xserve (2009년 초) | 2 GB         |
| 10.12 – 10.13 | 2016 – 2017 | - 노트북: MacBook (2009년 후반 이상), MacBook Air (2010년 후반 이상), MacBook Pro (2010년 중반 이상) - 데스크톱: Mac Mini (2010년 중반 이상), iMac (2009년 후반 이상), iMac Pro (2017) (macOS 10.13), Mac Pro (2010년 중반 이상)   | 2 GB         |
| 10.14         | 2018        | - 노트북: MacBook (2015년 초 이상), MacBook Air (2012년 중반 이상), MacBook Pro (2012년 중반 이상) - 데스크톱: Mac Mini (2012년 후반 이상), iMac (2012년 후반 이상), iMac Pro (2017), Mac Pro (2010년 중반 이상)                   | 2 GB         |
| 10.15         | 2019        | - 노트북: MacBook (2015년 초 이상), MacBook Air (2012년 중반 이상), MacBook Pro (2012년 중반 이상) - 데스크톱: Mac Mini (2012년 후반 이상), iMac (2012년 후반 이상), iMac Pro (2017), Mac Pro (2013년 후반 이상)                   | 4 GB         |
| 11            | 2020        | - 노트북: MacBook (2015년 초 이상), MacBook Air (2013년 중반 이상), MacBook Pro (2013년 후반 이상) - 데스크톱: Mac Mini (2014년 후반 이상), iMac (2014년 중반 이상), iMac Pro (2017), Mac Pro (2013년 후반 이상)                   | 4 GB         |
| 12            | 2021        | - 노트북: MacBook (2016년 초 이상), MacBook Air (2015년 초 이상), MacBook Pro (2015년 초 이상) - 데스크톱: Mac Mini (2014년 후반 이상), iMac (2015년 후반 이상), iMac Pro (2017), Mac Studio (2022), Mac Pro (2013년 후반 이상)    | 4 GB         |
| 13            | 2022        | - 노트북: MacBook (2017), MacBook Air (2018 이상), MacBook Pro (2017 이상) - 데스크톱: Mac Mini (2018 이상), iMac (2017 이상), iMac Pro (2017), Mac Studio (2022 이상), Mac Pro (2019 이상)                                        | 8 GB         |
| 14            | 2023        | - 노트북: MacBook Air (2018 이상), MacBook Pro (2018 이상) - 데스크톱: Mac Mini (2018 이상), iMac (2019 이상), iMac Pro (2017), Mac Studio (2022 이상), Mac Pro (2019 이상)                                                        | 8 GB         |
| 15            | 2024        | - 노트북: MacBook Air (2020 이상), MacBook Pro (2018 이상) - 데스크톱: Mac Mini (2018 이상), iMac (2019 이상), iMac Pro (2017), Mac Studio (2022 이상), Mac Pro (2019 이상)                                                        | 8 GB         |

### 파워PC-인텔 전환

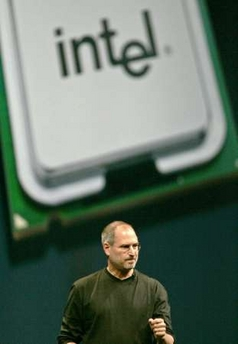
스티브 잡스가 인텔 프로세서로의 전환에 대해 이야기하고 있다.

2002년 4월, eWeek는 애플이 인텔 x86 프로세서에서 실행되는 코드명 Marklar라는 맥 OS X 버전을 보유하고 있다는 소문을 발표했다. Marklar의 기본 아이디어는 애플이 PowerPC 플랫폼의 발전에 만족하지 못할 경우 맥 OS X를 대체 플랫폼에서 계속 실행하는 것이었다. 이러한 소문은 2005년 5월말까지 잠잠해졌으며, 월스트리트 저널 및 CNET과 같은 다양한 언론 매체에서 애플이 앞으로 몇 달 안에 Marklar를 공개할 것이라고 발표했다.
2005년 6월 6일, 스티브 잡스는 WWDC의 기조 연설에서 애플이 향후 2년에 걸쳐 PowerPC에서 인텔 프로세서로 전환할 것이며 맥 OS X는 전환 기간 동안 두 플랫폼을 모두 지원할 것이라고 발표했다. 잡스는 또한 애플이 대부분의 개발 기간 동안 인텔 프로세서에서 실행되는 맥 OS X 버전을 가지고 있다는 소문을 확인했다. 인텔 기반 맥은 PowerPC 맥 OS X용으로 컴파일된 소프트웨어가 인텔 맥 OS X 시스템에서 실행될 수 있도록 하는 바이너리 변환 계층인 로제타와 함께 다시 컴파일된 새로운 버전의 OS X를 실행한다. 이 시스템은 맥 OS X 버전 10.6.8까지 포함되어 있다. 애플은 새로운 인텔 맥에서 클래식 모드에 대한 지원을 중단했다. 미니 vMac, Basilisk II 및 십셰이버(SheepShaver)와 같은 타사 에뮬레이션 소프트웨어는 일부 초기 버전의 맥 OS를 지원했다. 새로운 버전의 Xcode와 기본 명령줄 컴파일러는 두 아키텍처 모두에서 실행되는 범용 바이너리 구축을 지원했다.
PowerPC 전용 소프트웨어는 애플의 공식 바이너리 번역 소프트웨어인 로제타에서 지원되지만, 인텔 프로세서용으로 출시된 최신 버전에서 제대로 실행하려면 애플리케이션을 다시 작성해야 했다. 애플은 처음에 개발자들에게 PowerPC와 인텔을 모두 지원하는 범용 바이너리를 생성하도록 권장했다. PowerPC 바이너리는 로제타를 통해 인텔 맥에서 실행될 때 성능 저하를 겪는다. 또한 커널 확장 및 시스템 환경 설정 플러그인과 같은 일부 PowerPC 소프트웨어는 인텔 맥에서 전혀 지원되지 않는다. 사파리용 플러그인은 사파리와 동일한 플랫폼용으로 컴파일되어야 하므로 사파리가 인텔에서 실행되는 경우 인텔 전용 또는 범용 바이너리로 컴파일된 플러그인이 필요하므로 PowerPC 전용 플러그인은 작동하지 않는다. 인텔 맥은 PowerPC, 인텔 및 범용 바이너리를 실행할 수 있지만 PowerPC 맥은 범용 및 PowerPC 빌드만 지원한다.
전환 후 PowerPC 플랫폼에 대한 지원이 중단되었다. 2009년 애플은 WWDC에서 맥 OS X 10.6 스노레퍼드가 PowerPC 프로세서에 대한 지원을 중단하고 인텔 전용이 될 것이라고 발표했다. 로제타는 맥 OS X 10.7 라이언에서 중단되기 전까지 스노레퍼드에서 선택적 다운로드 또는 설치 옵션으로 계속 제공되었다. 또한 맥 OS X 자사 및 타사 소프트웨어의 새 버전에는 아이라이프, 아이워크, 애퍼처 및 로직 프로의 새 버전을 포함하여 점점 더 인텔 프로세서가 필요하게 됐다.

### 인텔-애플 실리콘 전환

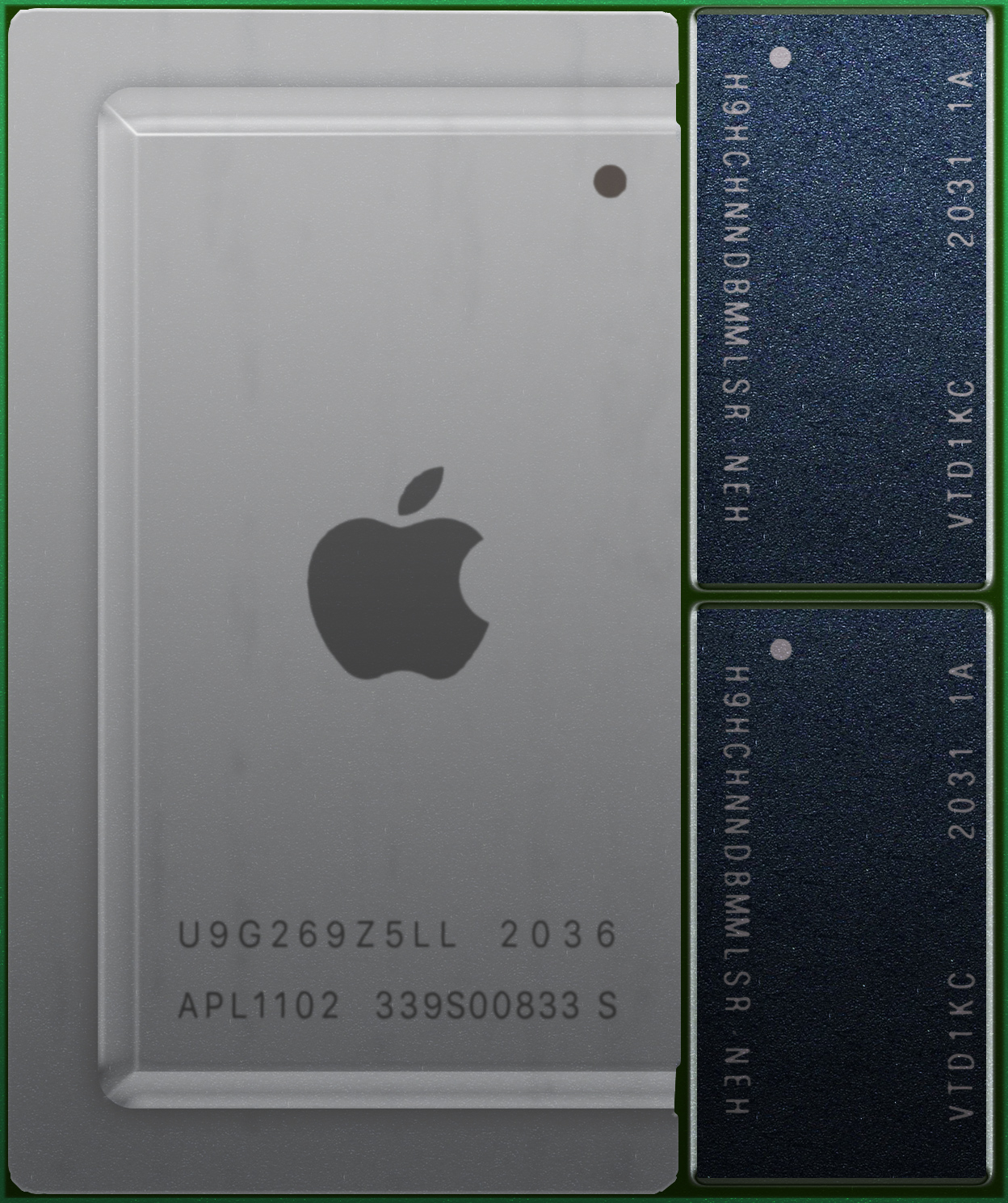
애플 M1 프로세서

애플이 맥을 인텔에서 iOS 장치에 사용되는 내부 ARM 프로세서로 전환한다는 소문이 2011년 초부터 퍼지기 시작하여 2010년대 내내 썰물처럼 잦아들었다. 2020년에 회사가 WWDC에서 맞춤형 프로세서로의 전환을 발표할 것이라는 수많은 보고서가 발표되면서 소문이 더욱 심해졌다.
애플은 2020년 6월 22일 WWDC 2020에서 자체 설계된 프로세서로의 전환을 공식 발표했으며, 전환은 2년 동안 지속될 예정이다. ARM을 지원하는 첫 번째 macOS 릴리스는 macOS 빅서이다. 빅서 및 이후 버전은 인텔(x86-64) 및 애플 실리콘(AArch64) 바이너리로 구성된 애플리케이션인 유니버설 2 바이너리를 지원한다. 시작되면 적절한 바이너리만 실행된다. 또한 로제타 2 바이너리 변환 소프트웨어를 사용하여 애플 실리콘 기반 맥에서 인텔 바이너리를 실행할 수 있다. 전환은 WWDC 2023에서 애플 실리콘 맥 프로 발표로 완료되어 3년 만에 전환이 종료되었다.
프로세서 아키텍처의 변화로 인해 ARM 프로세서가 탑재된 맥에서 iOS 및 iPadOS 앱을 기본적으로 실행할 수 있다.

## 기능

### 구성 요소
파인더는 컴퓨터의 모든 영역에 빠르게 접근할 수 있는 파일 브라우저로, macOS의 후속 릴리스에서 수정되었다. 훑어보기는 버전 10.5부터 파인더의 일부였다. 다른 응용 프로그램을 열지 않고도 비디오 및 여러 페이지 문서를 포함한 파일을 동적으로 미리 볼 수 있다. 버전 10.4부터 파인더에 통합된 파일 검색 기술인 스포트라이트를 사용하면 데이터 파일, 메일 메시지, 사진, 항목 속성(메타데이터) 또는 콘텐츠를 기반으로 하는 기타 정보를 실시간으로 빠르게 검색할 수 있다. macOS는 최소화된 창뿐만 아니라 파일 및 폴더 바로가기를 보관하는 독(Dock)을 사용한다.
애플은 버전 10.3에 익스포제(Exposé, 버전 10.7부터 미션 컨트롤이라고 함)를 추가했다. 이 기능에는 창과 데스크톱 간의 접근성을 돕는 세 가지 기능이 포함되어 있다. 그 기능은 다양한 작업을 쉽게 탐색할 수 있도록 열려 있는 모든 창을 썸네일로 즉시 표시하고, 열려 있는 모든 창을 현재 응용 프로그램의 썸네일로 표시하고, 바탕 화면에 액세스하기 위해 모든 창을 숨기는 것이다. 파일볼트는 128비트 고급 암호화 표준(AES-128)을 사용한 사용자 파일의 선택적 암호화이다.
버전 10.4에 도입된 기능에는 다양한 작업에 대한 자동 워크플로우를 생성하도록 설계된 애플리케이션인 오토메이터가 포함된다. 대시보드(Dashboard)는 한 번의 키 입력으로 불러오고 닫을 수 있는 데스크톱 위젯이라고 불리는 작은 응용 프로그램의 전체 화면 그룹이다. 애플 리모트로 액세스하는 미디어 뷰어 인터페이스인 프런트로도 있다. 동기화 서비스를 사용하면 응용 프로그램이 일정 및 연락처 항목을 비롯한 다양한 사용자 데이터 요소에 대한 중앙 집중식 확장 가능 데이터베이스에 액세스할 수 있다. 그런 다음 운영 체제는 충돌하는 편집 및 데이터 일관성을 관리했다.
모든 시스템 아이콘은 버전 10.5부터 최대 512×512 픽셀까지 확장 가능하여 아이튠즈, 파인더 등에 포함된 3차원 그래픽 사용자 인터페이스인 커버 플로 뷰를 포함하여 더 큰 크기로 표시되는 다양한 위치를 수용할 수 있다. 표지 아트워크를 통해 파일 및 디지털 미디어 라이브러리를 시각적으로 훑어볼 수 있는 애플 제품이다. 해당 버전에는 사용자가 두 개 이상의 데스크톱을 보유하고 이를 익스포제와 유사한 인터페이스에 표시할 수 있게 해주는 가상 데스크톱 구현인 스페이스도 도입되었다. 사용자가 이전 버전의 파일과 애플리케이션 데이터를 보고 복원할 수 있게 해주는 타임 머신이라는 자동 백업 기술, 화면 공유가 처음으로 내장되었다.
최신 릴리스에서 애플은 독점적인 애플 컬러 이모지(Apple Color Emoji) 글꼴을 포함하여 이모지 문자에 대한 지원을 개발했다. 애플은 또한 사진, 텍스트 등 콘텐츠에 대한 공유 버튼을 추가하여 macOS를 트위터, 페이스북 등 소셜 네트워크와 연결했다. 애플은 원래 모바일 운영 체제인 iOS에서 처음 선보였던 여러 응용 프로그램과 기능을 최근 릴리스에서 macOS에 도입했으며, 특히 macOS 버전 10.12에 도입된 지능형 개인 비서 Siri를 선보였다.

### 다언어 지원
설치 시점에 사용자가 macOS에서 사용할 수 있는 시스템 언어는 39개이다. 시스템 언어는 전체 운영 체제 환경에서 사용된다. 수십 개의 스크립트를 입력하기 위한 입력 방법은 시스템 언어와 독립적으로 선택할 수 있다. 최근 업데이트에는 한자에 대한 지원이 강화되고 중국의 인기 소셜 네트워크와의 상호 연결이 추가되었다.
macOS는 다음 언어를 포함하여 이 중 하나를 선택하여 사용할 수 있다.
| - 영어 - 한국어 - 프랑스어 - 독일어 - 스페인어 - 멕시코 스페인어 - 이탈리아어 | - 네덜란드어 - 일본어 - 스웨덴어 - 덴마크어 - 노르웨이어 - 핀란드어 - 중국어(간체, 번체) | - 브라질 포르투갈어 - 포르투갈어 - 러시아어 - 폴란드어 - 체코어 - 튀르키예어 | - 헝가리어 - 아랍어 - 카탈루냐어 - 크로아티아어 - 그리스어 - 히브리어 - 루마니아어 | - 슬로바키아어 - 태국어 - 우크라이나어 - 말레이어 - 인도네시아어 - 베트남어 |

### 업데이트 모델
macOS는 시스템 설정의 소프트웨어 업데이트 설정 창이나 소프트웨어 업데이트 명령줄 유틸리티를 사용하여 업데이트할 수 있다. OS X 10.8 마운틴 라이언까지는 별도의 소프트웨어 업데이트 애플리케이션이 이 기능을 수행했다. 마운틴 라이언 이상에서는 기본 업데이트 메커니즘이 변경되지 않고 앱 스토어 애플리케이션을 구입할 때 사용되는 다운로드 메커니즘과 근본적으로 다르지만 이것이 맥 앱 스토어 애플리케이션에 병합되었다. macOS 10.14 모하비에서는 업데이트 기능이 다시 소프트웨어 업데이트 설정 창으로 이동되었다.
대부분의 맥은 6~7년 동안 macOS 업데이트를 받는다. macOS의 새로운 주요 릴리스 이후 이전 두 릴리스는 여전히 가끔 업데이트를 받지만 많은 보안 취약성은 최신 macOS 릴리스에서만 패치된다.

## 맥 앱 스토어
맥 앱 스토어는 iOS의 앱 스토어와 비슷한 개념이다. 하지만 iOS의 앱 스토어에는 있는 앱이 맥 앱 스토어에는 없을 수도 있다. 맥 앱 스토어에 올라오는 앱들은 모두 애플의 승인을 받아야 하며, macOS의 보안기능인 게이트키퍼에 걸리지 않는다.
애플 실리콘 프로세서(M1, M2 등)를 탑재한 맥에서는 개발자에 의해 제한되지 않은 iOS 기반 앱들을 다운로드할 수 있다.

## 같이 보기
- 애플
- 아이맥
- 맥북
- 맥북 프로
- 매킨토시